# Oostersluis
De Oostersluis is de grote schutsluis tussen het Van Starkenborghkanaal en het Eemskanaal, beide CEMT-klasse Va. De sluis ligt aan de oostzijde van de stad Groningen, in de waterscheiding tussen de boezem van De Waterwolf en die van het Eemskanaal.
De huidige Oostersluis is 194,80 m lang, 16 m breed en de schutlengte is 190 m.
Doordat het Van Starkenborghkanaal onderdeel is van de Electra boezem met streefpeil -0,93 mNAP terwijl het Eemskanaal en Winschoterdiep het Winschoter peil van +0,62 mNAP aanhouden is het verschil in waterniveau 1,55 meter.
De eerste sluis is in de jaren dertig van de 20e eeuw gebouwd en was 180 m lang en 12 m breed. In de jaren 80 raakte het in verval en bovendien voldeed het niet meer aan de eisen omdat de schepen in de loop der jaren veel groter waren geworden en vanwege meer tonnage meer diepgang hadden gekregen.
In 1992 werd begonnen met de bouw van de nieuwe Oostersluis die in 1996 werd opgeleverd. Om de scheepvaart tijdens de bouw door te laten gaan werd de nieuwe sluis iets verder naar het noordoosten aangelegd.
Bij de herbouw zijn gedeelten van het oude complex blijven bestaan, onder andere de muur met daarin de plaquette, die in 1938 door koningin Wilhelmina is onthuld bij de ingebruikname van het Van Starkenborghkanaal, alsmede de vier gebeeldhouwde koppen (Oosterling, Westerling, Noorderling en Zuiderling) van Gijsbert Jacobs van den Hof. Ook de oude bruggen zijn blijven liggen.
Over de schutkolk liggen twee bruggen. Als de ene brug geopend is, kan het verkeer omrijden via de andere brug. De oude sluis had eveneens twee bruggen. Deze hebben op 16 april 1945 een rol gespeeld bij de bevrijding van Groningen.

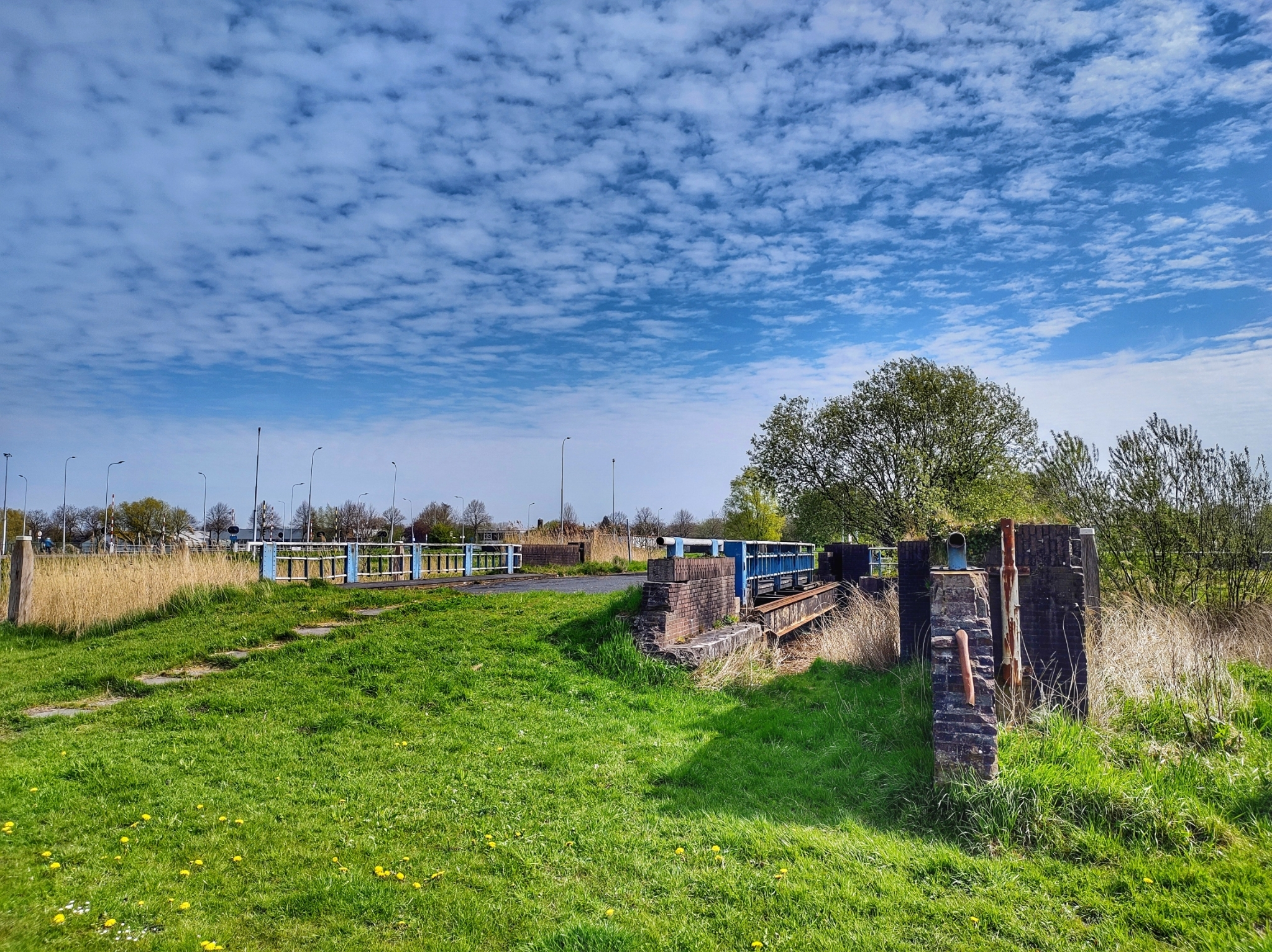
De voormalige Damsterbrug is tegenwoordig gemeentemonument (2023)
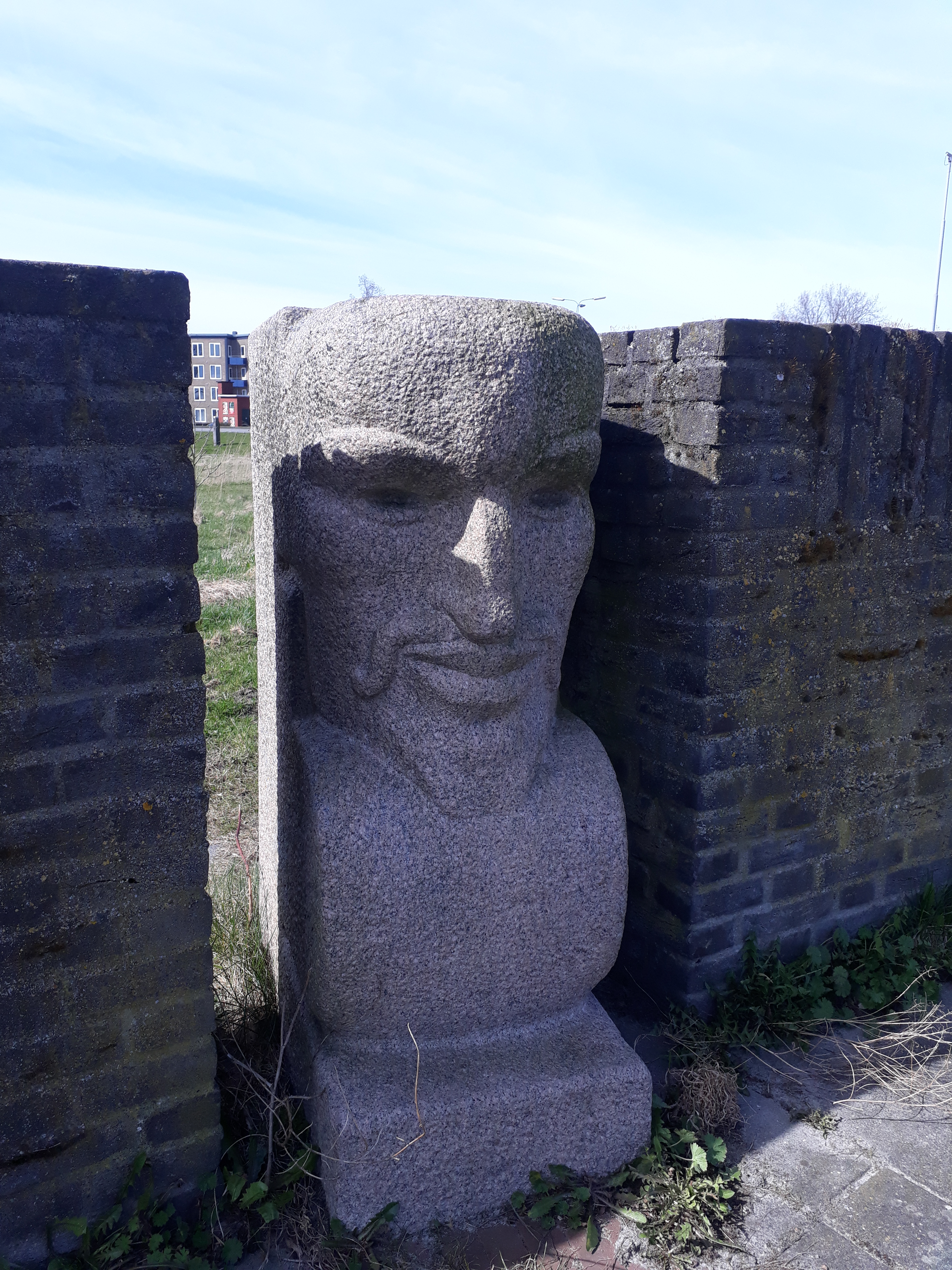
Oosterling
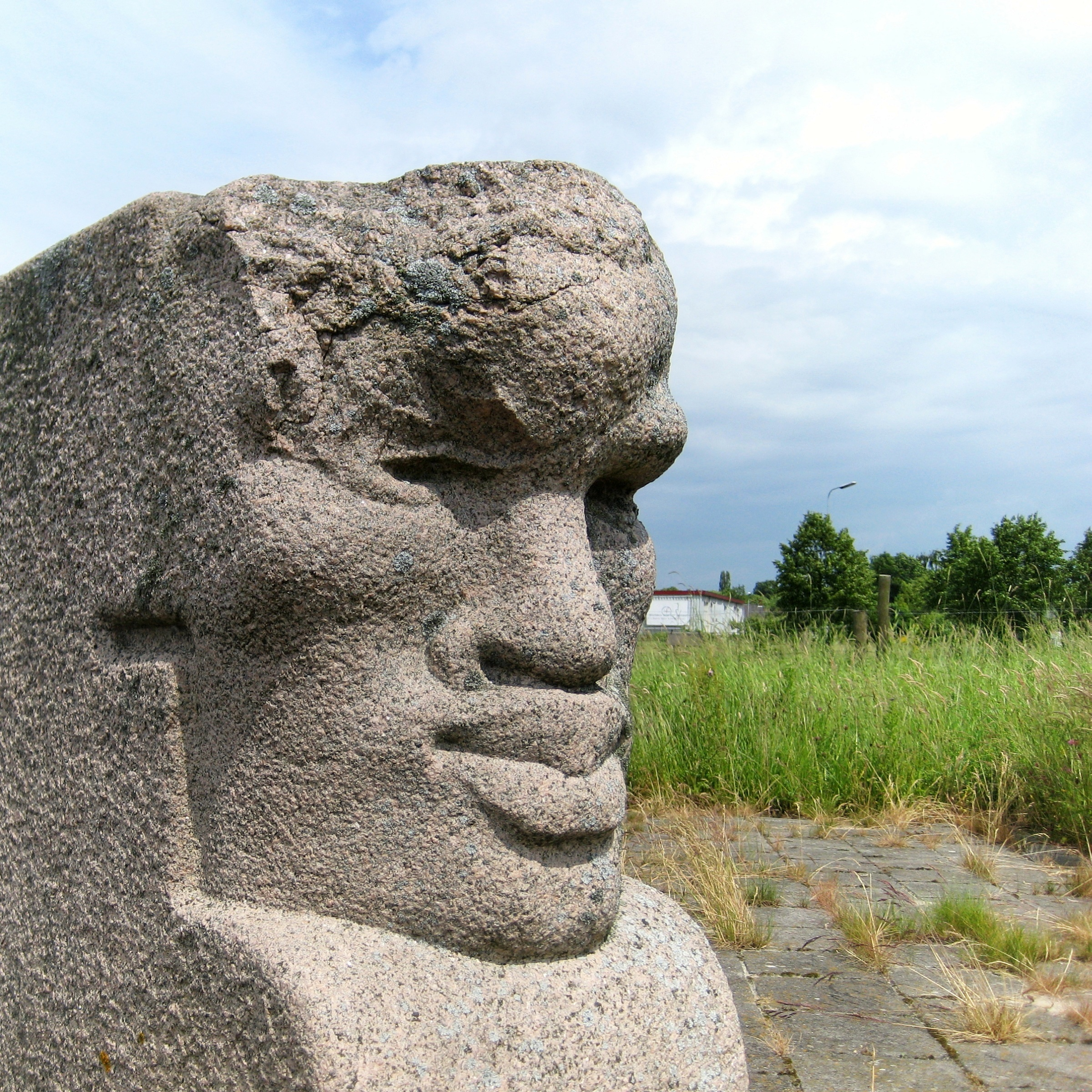
Zuiderling